# Mussjön (Offerdals socken, Jämtland)
Mussjön är en sjö i Krokoms kommun i Jämtland och ingår i Indalsälvens huvudavrinningsområde. Sjön har en area på 1,33 kvadratkilometer och ligger 323,9 meter över havet. Sjön avvattnas av vattendraget Torrån.
Sjön ligger mellan Bångåsen och Ede. Mussjön är en näringsrik sjö i en gammal kuperad jordbruksbygd. Sjön är ett djurskyddsområde med bl.a. fågeltorn. Fågellivet runt Mussjön har utgjort en motivkrets för konstnären Göran Boström från Änge. 

## Delavrinningsområde
Mussjön ingår i det delavrinningsområde (704217-141368) som SMHI kallar för Utloppet av Mussjön. Medelhöjden är 425 meter över havet och ytan är 16,41 kvadratkilometer. Räknas de 4 avrinningsområdena uppströms in blir den ackumulerade arean 31,28 kvadratkilometer. Torrån som avvattnar avrinningsområdet har biflödesordning 3, vilket innebär att vattnet flödar genom totalt 3 vattendrag innan det når havet efter 285 kilometer. Avrinningsområdet består mestadels av skog (71 procent). Avrinningsområdet har 1,33 kvadratkilometer vattenytor vilket ger det en sjöprocent på 8,1 procent.